# 許鼎臣 (萬曆丁未進士)
許鼎臣（1585年—1640年），字爾鉉，號定于，直隸常州府武進縣人，明朝政治人物。

## 生平
萬曆三十四年（1606年）丙午科應天鄉試第一百三十一名舉人，三十五年（1607年）中式丁未科會試第六十九名，三甲第二百三十名進士。吏部觀政，三十七年（1609年）授行人司行人，四十六年（1618年）升吏部考功司主事，同年調文選司主事，升驗封司員外郎，四十七年（1619年）調考功司員外郎、文選司員外郎，乞歸養，天啟三年（1623年）考察，六年（1626年）謫江西布政使司理問，同年升行人司左司副、光祿寺丞，忤魏忠賢，七年（1627年）罷職閒住。崇禎四年（1631年）起復為光祿寺少卿，五年（1632年）九月任都察院右僉都御史、巡撫山西，與宣大總督張宗衡不合，被其構陷，六年（1633年）七月罷職歸里，家居七年，十三年（1640年）卒。

## 著作
著有《五有堂詩文集》。

## 家族
曾祖許惠，禮部儒士；祖父許御，庠生；父許繩武，號惺劬，庠生。母錢氏。具慶下。弟許鼎元。
子許之漸，字儀吉，號青嶼，順治十二年進士，授戶部主事，遷江西道監察御史，以事被劾削籍，後事雪復官。遂不仕，歸里，徜徉林下，年八十八卒。